# Император Александр II (бриг)
«Император Александр II» — парусный бриг, совершивший кругосветное путешествие с финляндскими эмигрантами на борту из Германии на Дальний Восток России в 1868—1869 гг., позднее вошёл в состав Сибирской флотилии под названием «Курил».
Построен на судоверфи Ottman в Германии в 1852 году. Корпус судна был обшит дубовыми досками, наружная подводная часть — листами из меди. На корабле размещалось 15 жилых помещений. Долгое время ходило на промысел в Атлантическом океане. Прошло капитальный ремонт в 1863 году. Приобретено Фридольфом Геком на ссуду, предоставленную Удельным ведомством России при условии доставки финляндских переселенцев к берегам Тихого океана в гавань Находку. По воспоминаниям российских современников, судно на тот момент представляло собой «деревянный ящик с очертаниями едва похожими на корабль».
26 ноября 1868 года «Император Александр II» с 50 переселенцами на борту отправился из Бремерхафена в кругосветное плавание к Тихому океану до гавани Находки. По пути в Атлантику судно зашло в Гамбург, взяв на борт 7-х немцев, изъявивших желание присоединиться к шведским эмигрантам из Финляндии. Гек повёл бриг к берегам Южной Америки, чтобы оттуда выйти в Тихий океан. Однако при входе в Магелланов пролив парусное судно попало на продолжительный шторм, которые вынудили экипаж повернуть к Индийскому океану. Во время плавания пассажиры сочинили гимн, посвящённый своей новой родине. В конце августа 1869 года бриг достиг берега бухты Находка. Однако на новом месте эмигранты не задержались и 30 августа «Император Александр II» взял курс на запад. 1 сентября 1869 года переселенцы вышли на берег залива Стрелок, где основали своё поселение.
В течение нескольких лет под командованием Фридольфа Гека судно ходило в Охотское море для занятия китобойным промыслом. После ликвидации фактории в гавани Находка в 1871 году бриг «Император Александр II» был передан финскими переселенцами во главе с Фридольфом Геком государству в счёт погашения невыплаченной ссуды. 22 мая 1873 года судно было зачислено в состав Сибирской флотилии (с портом приписки в Николаевске) под новым названием «Курил». 28 августа 1876 года бриг «Курил» был исключён из списка судов флота. Последним местом стоянки судна был полуостров Шкота во Владивостоке, где оно простояло до начала 1900-х годов.